# Pseudococcus beardsleyi
Pseudococcus beardsleyi är en insektsart som beskrevs av Miller och Mckenzie 1971. Pseudococcus beardsleyi ingår i släktet Pseudococcus och familjen ullsköldlöss. Inga underarter finns listade i Catalogue of Life.